# موزه ملی صنعت برق ایران
موزه ملی صنعت برق در تهران از جمله موزه‌هایی است که نقشی آموزشی، پژوهشی، تاریخی و صنعتی دارد.
نخستین مولد برق در سال ۱۲۶۴ خورشیدی (۱۳۰۲ قمری) یعنی شش سال پس از اینکه توماس الوا ادیسون نخستین لامپ برق را اختراع کرد (البته نمونه ابتدایی لامپ الکتریکی را هاینریش گوبل در ۱۸۵۴ میلادی یا ۱۲۳۳ شمسی اختراع کرده بود) وارد ایران شد که کاخ گلستان را روشن کرد و دو سال بعد در سال ۱۲۶۶ خورشیدی (۱۳۰۴ قمری) در تکیه دولت مراسم عزاداری و تعزیه‌گردانی سیدالشهداء را با نور خود رونق داد. این مولد را محمدحسین امین‌الضرب به دستور ناصرالدین شاه قاجار به ایران وارد کرد.
امین‌الضرب در سال ۱۲۸۴ نخستین نیروگاه خصوصی برق شهری را به قدرت چهارصد کیلووات از نوع بخار پیستونی در شهر تهران راه اندازی کرد. او نخستین کسی بود که با دریافت امتیازنامه معتبر اقدام به تأسیس کارخانه برق شهری در ایران کرد. این نیروگاه در ۲۴ ساعت فقط شش ساعت برق ۲۲۰ ولت تک‌فاز، و ۳۸۰ ولت سه فاز متناوب مشترکان آن زمان را تاًمین می‌کرد. چنانچه از امتیازنامه امین‌الضرب بر می‌آید، در این امتیازنامه برپایی کارخانه‌های برق، آجرسازی و نجاری یک‌جا به وی واگذار شده بود.
از حدود سال ۱۳۰۳ بخشهای خصوصی دیگری از جمله کارخانه‌های آرد، ریسندگی، نساجی و برخی شهرداریها در شهرهای مختلف ایران به راه‌اندازی مولدهای کوچکی از نوع دیزل و توربین بخار برای تاًمین بخشی از برق روشنایی مناطق شهری اقدام کردند.
در سال ۱۳۱۲ به دستور رضا شاه نیروگاهی به قدرت ۶۴۰۰ کیلووات از شرکت اشکودا در چکسلواکی خریداری شد که در سال ۱۳۱۶ به راه‌اندازی و بهره‌برداری رسید. این نیروگاه را شهرداری تهران در شمال شرقی دروازه دوشان تپه (میدان ژاله بعدی) احداث کرد که هم‌اکنون به موزه صنعت برق تبدیل شده است.
در سال ۱۳۱۹ خرید دو نیروگاه پنج هزار کیلووات به مناقصه گذارده شد که باز هم اشکودا برنده و قرارداد خرید آن در فروردین ۱۳۲۰ امضا شد اما جنگ جهانی و اشغال ایران مانع از تحویل آن‌ها شد. پس از جنگ نیز با وجود عذرخواهی شرکت اشکودا، به علت اشکالات ارزی و تعلل و اشکال‌تراشی کارخانه سازنده در تحویل جنس، این معامله انجام نگرفت.
در سال ۱۳۲۵ کارخانه شش هزار کیلوواتی وستینگهاوس و چهار دیگ بخار از ارتش آمریکا خریداری شد که نصب آن در سال ۱۳۲۷ خاتمه یافت و بهره‌برداری از آن در مهر ۱۳۲۷ شروع شد. سپس یک واحد توربین دو هزار کیلویی دیگری نیز مستقیم از خود کارخانه وستینگهاوس خریداری شد که در سال ۱۳۳۰ نصب و از مهر آن سال مذکور به کار افتاد. همچنین دو واحد دیزل هزار کیلویی از کارخانه نروبرک آمریکایی برای کمک به روشنایی اول شب خریداری و از خرداد ۱۳۳۲ بهره‌برداری از آن شروع شد.
قرارداد خرید دو دستگاه توربین بخاری هر یک به قدرت پنج مگاوات در بهمن ۱۳۳۴ با شرکت وستینگهاوس به امضاء رسید. کلنگ ساختمان این نیروگاه در روز یکشنبه نوزدهم فروردین ۱۳۳۵ به زمین زده شد و یک سال بعد به بهره‌برداری رسید. نصب و راه‌اندازی این دو توربین در مجموع نزدیک به چهارده میلیون تومان هزینه داشت و دوازده سال پس از شروع به کار، بعد از راه اندازی نیروگاه فرح‌آباد به علت پایین بودن راندمان و همچنین سر و صدا و آلودگی‌های زیادی که در ناحیه مسکونی ایجاد می‌کرد، به حال تعطیل درآمد.
از بعضی از این نیروگاه‌ها تا سال ۱۳۴۷ برای تولید و عرضه برق بهره‌برداری می‌شد. با راه اندازی نیروگاه‌های سد امیرکبیر، آلستوم (نیروگاه طرشت) و فرح آباد (بعثت) تا سال ۱۳۴۸ و تولید برق کافی در آن زمان، نیروگاه برق میدان ژاله خاموش و برای همیشه از مدار خارج شد.

## موزه دائمی صنعت برق ایران
شرکت برق منطقه‌ای تهران پس از بررسی مقدماتی در تاریخ هشتم اسفند ۱۳۶۹ با تشکیل کمیته کار با هماهنگی سایر شرکتهای تابعه وزارت نیرو اقدامات اجرائی برای احداث موزه انجام داد.
در خلال سالهای ۷۳–۱۳۶۹ یکی از دو واحد توربینهای بخاری پیاده و به جای آن بنائی مناسب جهت نگهداری، نمایش و عرضه تجهیزات، ادوات، اسناد و یادگارهای تاریخ صنعت برق ایجاد شد و نهایتاً نیروگاه مذکور در تاریخ ۲۵/۱۲/۱۳۷۳ به عنوان موزه دائمی صنعت برق ایران افتتاح گردید.
در واقع نیمی از مساحت کارخانه برای ساخت موزه خراب شد و نیمه باقی مانده در موزه به کار رفته است که شامل یک نیروگاه حرارتی (بخاری) با قدرت پنج هزار کیلووات می‌باشد. ساختمان موزه به گونه‌ای طراحی شده که در تمام مراحل بازدید، کارخانه در معرض دید است. معماری موزه جالب و خاص است، به طوری که بازدیدکنندگان در حین دیدن اشیا و لوازم، متوجه نمی‌شوند که چند طبقه بالا آمده‌اند. سالن‌ها در کنار نیروگاه پنج هزار کیلوواتی بالا رفته و طوری ساخته شده است که هر بخش توسط چند پله از بخش دیگر جدا می‌شود.
علاوه بر ۴ طبقه موزه، در محوطه بیرون از آن نیز مولدهای بادی، بخاری و دیزلی، ماشین بخار ابتدایی و انواع مختلف ترانسفورماتور استقرار یافته‌اند.
در این گنجینه اشیا و اسناد قدیمی مربوط به صنعت برق از حدود ۱۲۰ سال پیش تاکنون به همراه پیشرفت‌های این صنعت در معرض دید قرار گرفته است. هم چنین، فیلمی از پیدایش صنعت برق در ایران در محل سالن آمفی تئاتر موزه برای بازدیدکنندگان پخش می‌شود.
ترتیب قرار گرفتن اجزا در موزه طوری است که روند تکامل صنعت برق را نشان می‌دهد. این تکامل از وسایلی همچون پیه‌سوز، فانوس شمعی و چراغ‌های نفتی آغاز شده، به معرفی اولین مولدها پرداخته و سپس دستگاه‌ها و ابزارهای گوناگون همچون انواع لامپ‌های قدیمی تا لامپ‌های امروزی و نیز وسایلی که در مسیر انتقال به کار برده می‌شود، در معرض نمایش قرار گرفته است. در این بین، روش تولید انرژی توسط مولدهای بادی و نوری توسط ماکت و به‌طور عملی نشان داده می‌شود، که بسیار مورد توجه علاقه مندان و دانش آموزان قرار می‌گیرد.